# Каменный (Нижегородская область)
Ка́менный — посёлок в Богородском районе Нижегородской области. Входит в состав Каменского сельсовета.

## Население
| 1999 | 2002 | 2010 |
| ---- | ---- | ---- |
| 9    | →9   | ↘6   |

### Национальный состав
Согласно результатам переписи 2002 года, в национальной структуре населения русские составляли 100 % из 9 чел.

## Улицы
В деревне имеется одна улица — Лесная.